# Muraltia trinervia
Muraltia trinervia är en jungfrulinsväxtart som först beskrevs av Carl von Linné d.y., och fick sitt nu gällande namn av Dc.. Muraltia trinervia ingår i släktet Muraltia och familjen jungfrulinsväxter. Inga underarter finns listade i Catalogue of Life.